# 1,1-дифторэтилен
1,1-Дифторэтилен (винилиденфторид) — вещество, относящееся к фторолефинам — алкенам, в которых один или несколько атомов водорода замещены атомами фтора. Является непредельным фторорганическим соединением и служит в качестве мономера для синтеза термостойких и химически стойких полимеров и сополимеров (фторопластов и фторкаучуков).

## Физические и химические свойства
1,1-Дифторэтилен при нормальных условиях представляет собой бесцветный газ. Температура самовоспламенения — 480 °С. Подлежит хранению в баллонах из стали-3 при температурах не выше 10°С.
ПДК 500 мг/м³; смертельная концентрация 12,8 % по объёму.
1,1-Дифторэтилен полимеризуется и сополимеризуется по радикальному механизму с фторолефинами, вступает в реакцию свободнорадикального присоединения или теломеризации с перфторбром- и перфториодалканами (радикальная атака направляется на СН2-группу).
Сополимеры винилиденфторида отличаются большим разнообразием свойств. Среди них имеются пластики с различной эластичностью и эластомеры. Сополимеры характеризуются высокой термостойкостью и стойкостью к агрессивным средам в сочетании с растворимостью в обычных полярных растворителях, хорошими прочностными и невысокими диэлектрическими показателями..

## Получение
Впервые фтористый винилиден был получен в 1901 году Ф. Свартсом при действии спиртового раствора щёлочи на 1,1-дифтор-2-бромэтан.:
Промышленный способ получения винилиденфторида — пиролиз 1,1-Дифтор-1-хлорэтана при температуре 870 °С:
{\displaystyle {\mathsf {CH_{3}CF_{2}Cl\rightarrow CH_{2}{\text{=}}CF_{2}+HCl}}}
Другие способы:
- дегидрофторирование 1,1,1-трифторэтана[5];

- действие HF на винилиденхлорид при 250—350°С в присутствии солей А1 или Сr(III);
- пиролиз 1,1,2,2-тетрафторциклобутана;
- дегалогенирование 1,1-дифтор-1,2-дихлорэтана;
- отщеплением молекулы галогеноводорода или двух атомов галогена от соответствующих дифтормоногалогенэтанов, дифтордигалогенэтанов, трифтормоногалогенэтанов.

## Применение
Служит в качестве мономера для синтеза термостойких и химически стойких полимеров и сополимеров (фторопластов и фторкаучуков).